# Robert James (medico)
Robert James (Kinvaston, 23 agosto 1703 – Londra, 23 marzo 1776) è stato un medico inglese.

## Biografia
James nacque il 23 agosto 1703 a Kinvaston nel Staffordshire, da Edward James, un maggiore dell'esercito inglese, e da Frances Clarke, una sorella di Sir Robert Clarke. La sua prima educazione avvenne alla King Edward VI School (Lichfield), dove conobbe Samuel Johnson, suo compagno di studi. Frequentò poi il St. John's College di Oxford, dal quale il 5 luglio 1726 ricevette il baccellierato. Nel maggio 1728 si laureò in medicina presso l'università di Cambridge. Praticò a Sheffield, a Lichfield e a Birmingham prima di trasferirsi a Londra, dove fu ammesso il 25 giugno al Royal College. Morì il 23 marzo 1776 all'età di 73 anni.
La più importante pubblicazione di James fu il suo Medicinal Dictionary (1743–1745), per il quale il suo amico Samuel Johnson scrisse le "proposte", la dedica, indirizzata al dottor Richard Mead, ed anche diversi articoli (soprattutto su famosi medici e scienziati antichi e moderni), come Actuarius, Alessandro, Arcagato, Areteo, Asclepiade, Boerhaave, Aegineta, Esculapio, Aezio, Ruysch e Tournefort. Quest'opera venne immediatamente tradotta in francese con il titolo Dictionnaire universel de médecine (1746–1748) da un gruppo di traduttori, composto da Denis Diderot, François-Vincent Toussaint e Marc-Antoine Eidous.